# John Tovey

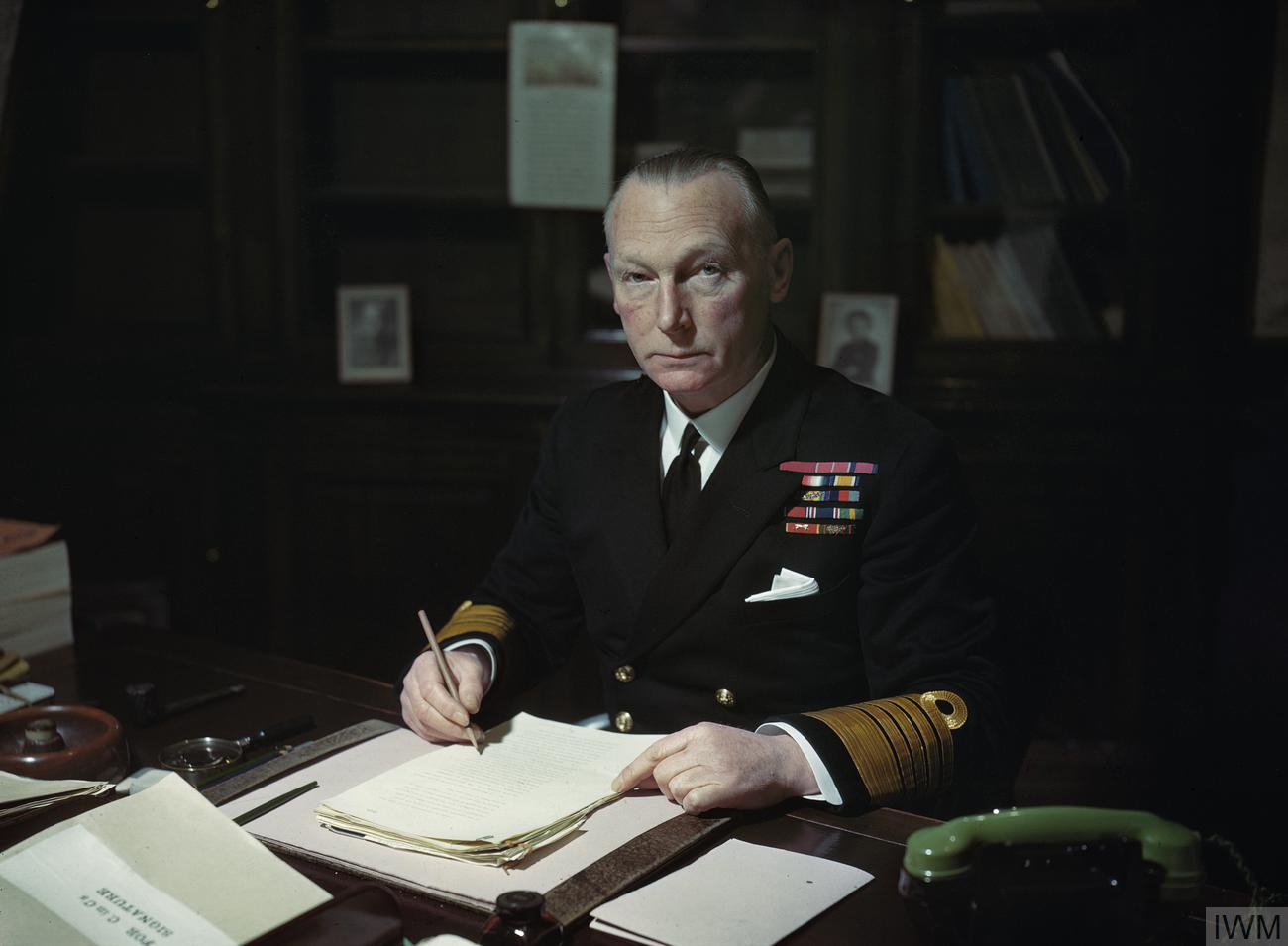
John Tovey

John Cronyn Tovey (Rochester (Kent), 7 maart 1885 –  Funchal, 12 januari 1971) was een Brits admiraal die op zee vocht in de Eerste Wereldoorlog en de Tweede Wereldoorlog.

## Opleiding

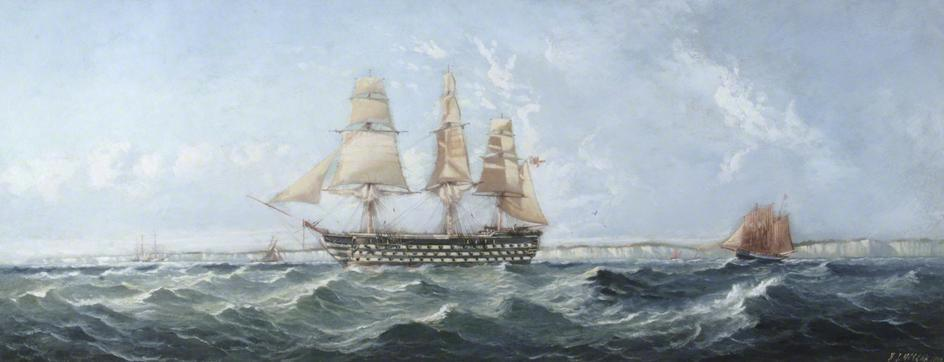
De driemaster HMS Britannia waarop Tovey opgeleid werd

John Tovey werd geboren als elfde kind van luitenant-kolonel Hamilton Tovey van de Royal Engineers en Maria Elizabeth Goodhue.
Hij ging naar Durnford School te Langton Matravers. 
Hij blonk uit in cricket, voetbal en golf.
Van 15 januari 1900 tot 15 mei 1901 was hij cadet op de driemaster HMS Britannia met thuisbasis te Dartmouth (Devon).
Op 15 mei 1901 ging Tovey bij de Royal Navy als adelborst. 
Van juni 1901 tot juni 1902 ging hij op de HMS Majestic, het vlaggenschip van het Channel Squadron van viceadmiraal Arthur Knyvet Wilson. 
In juni 1902 ging hij op het pantserschip HMS Ariadne, vlaggenschip van de North America and West Indies Station.
Tovey slaagde voor zijn examen voor zeemanschap en werd op 15 juli 1904 onderluitenant.
In 1905 volgde Tovey cursussen over kanonnen, torpedo’s, navigatie en besturing.
In november 1905 ging hij op de HMS Exmouth.
Op 15 juli 1906 werd hij luitenant.
Op 18 mei 1908 ging hij op het pantserschip HMS King Alfred van het China Station.
In mei 1910 ging hij op het opleidingsschip HMS Racer.
In juni 1911 op de verkenner kruiser HMS Bellona van de Atlantic Fleet.
In november 1911 op de verkenner kruiser HMS Patrol van de Home Fleet.
Begin 1913 was Tovey op de HMS Vivid bij de marinebasis te Devonport.
Vanaf 2 april 1913 diende hij op de HMS Amphion.
Op 15 juli 1914 werd hij lieutenant commander.

## Eerste Wereldoorlog

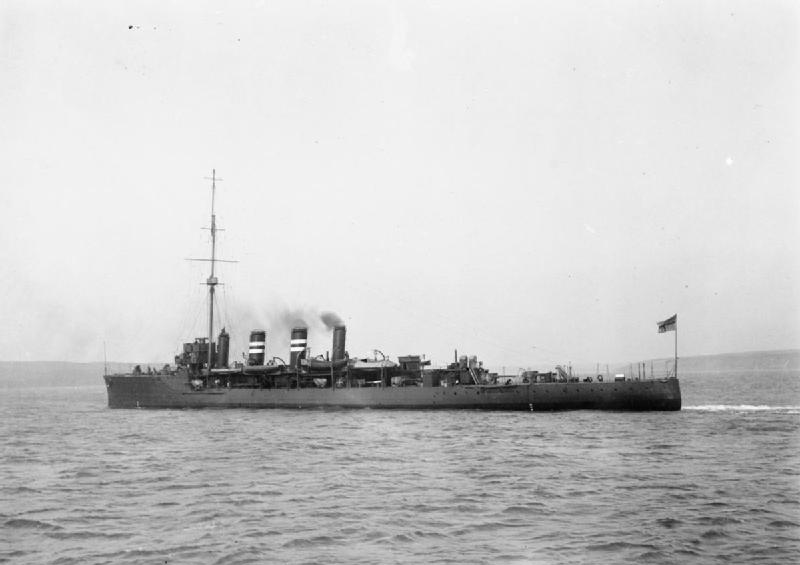
HMS Amphion liep op een zeemijn.

Op 6 augustus 1914 liep de HMS Amphion op een zeemijn en zonk als eerste Brits marineschip in de Eerste Wereldoorlog.
Tovey werd gered en ging over op de torpedobootjager HMS Faulknor.

### Slag bij de Doggersbank

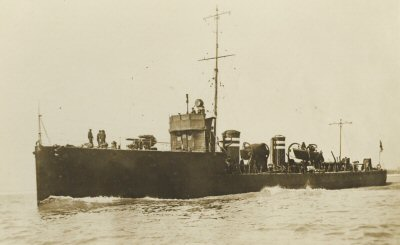
Torpedobootjager HMS Jackal

Tovey kreeg op 13 januari 1915 het bevel over de torpedobootjager HMS Jackal die op 24 januari in het 1e flottielje torpedobootjagers vocht in de Slag bij de Doggersbank (1915). 
Op 28 maart 1916 trouwde Tovey te Linlithgow met Aida Rowe, dochter van John Rowe.

### Zeeslag bij Jutland
Op 7 mei 1916 kreeg hij het bevel over HMS Onslow waarmee hij op 31 mei vocht in de Zeeslag bij Jutland tegen Duitse slagkruisers en de kruiser SMS Wiesbaden torpedeerde. Dit was een van de vijf Britse torpedo’s die doel troffen tijdens de slag.
Hij werd dan belaagd door een linie van slagschepen. De Onslow had averij opgelopen maar Tovey gaf bevel om de overgebleven torpedo’s te lanceren naar de slagschepen.
Onder beschieting sleepte de ook beschadigde HMS Defender de Onslow naar Aberdeen. 
Admiraal David Beatty schreef in zijn verslag:

De snelheid van Defender was verminderd tot 10 knopen. Hij lag aan de veilige zijde van de slagkruisers, maar een granaat beschadigde de voorste stoomketel. Toch voer hij naar de Onslow en nam hem op sleeptouw terwijl granaten rond ze vielen. In het zware weer gedurende de volgende nacht brak de sleeplijn twee keer, maar ze werd opnieuw bevestigd. Op 1 juni om 13:00 namen sleepboten de Onslow over. Ik beschouw de prestaties van de twee torpedobootjagers als uitermate dapper en ik draag Lieutenant-Commander J. C. Tovey van de Onslow en Lieutenant Commander Palmer van de Defender voor voor bijzondere erkenning

Tovey werd op 30 juni 1916 vermeld in het Dagorder (krijgsmacht) en werd Kapitein-luitenant-ter-zee.

### Tweede Slag bij Helgoland
Tovey bleef op de Onslow tot hij in oktober 1917 het bevel kreeg over de nieuwe torpedobootjager HMS Ursa waarmee hij in november 1917 de Tweede Slag bij Helgoland vocht. 
In april 1918 kreeg Tovey het bevel van een andere nieuwe torpedobootjager HMS Wolfhound.

## Interbellum
In juni 1919 volgde Tovey een jaar lang de technische cursus voor hogere officieren aan het Royal Naval College te Greenwich.
Daarna was hij twee jaar bij de Naval Staff Operations Division van de Admiraliteit van Engeland.
In augustus 1922 kreeg hij het bevel over de torpedobootjager HMS Seawolf.
Op 31 december 1923 werd hij kapitein-ter-zee.
In augustus 1924 was Tovey kapitein van het 2e flottielje torpedobootjagers.
Dan volgde hij een cursus aan de school voor hogere officieren te Sheerness.
Eind 1924 voerde Tovey op de HMS Bruce het bevel over de 8e flottielje torpedobootjagers.
Midden januari 1927 volgde hij een cursus aan het Imperial Defence College.
Daarna volgde hij een technische cursus voor hogere officieren te Portsmouth.
In februari 1928 werd Tovey assistent directeur van de Tactische School.
Hij werd dan marine assistent van de Second Sea Lord.
Na twee jaar aan land kreeg Tovey in april 1932 het bevel over het slagschip HMS Rodney (1927). De bemanning van het schip had meegedaan aan de muiterij van Invergordon en Tovey moest de tucht herstellen. 
Admiraal Sir John Kelly schreef:

Tovey heeft zijn schip tot een hoge staat van gevechtsefficiëntie gebracht

maar ook: 

Kapitein Tovey en ik hebben een karaktertrek gemeen. In mijzelf noem ik die doelgericht doorzettingsvermogen; in kapitein Tovey kan ik het enkel beschrijven als pure verdomde koppigheid

In oktober volgde Tovey een cursus voor hogere officieren.
in januari 1935 werd hij commodore.
Hij kreeg het bevel over de marinebasis te Chatham, een belangrijke opslagplaats en opleidingscentrum. 
Op 10 mei 1935 werd Tovey tegelijk adjudant voor de marine van koning George VI van het Verenigd Koninkrijk.
Op 27 augustus 1935 werd hij rear admiral.
Hij volgde in september 1937 een tactische cursus voor hogere officieren en in december een oorlogscursus aan het Royal Naval War College te Greenwich. 
Tovey kreeg begin 1938 het bevel over het flottielje torpedobootjagers van de Mediterranean Fleet met thuisbasis Malta.
Hij kwam tussen in de Spaanse Burgeroorlog en in Haifa.
Op 3 mei 1939 werd hij viceadmiraal.

## Tweede Wereldoorlog
Bij het begin van de Tweede Wereldoorlog voerde Tovey in de Middellandse Zee het bevel over vijf oude Australische torpedobootjagers:
HMAS Stuart (vlaggenschip), HMAS Vampire, HMAS Vendetta, HMAS Voyager en HMAS Waterhen.

### Slag om het Esperokonvooi

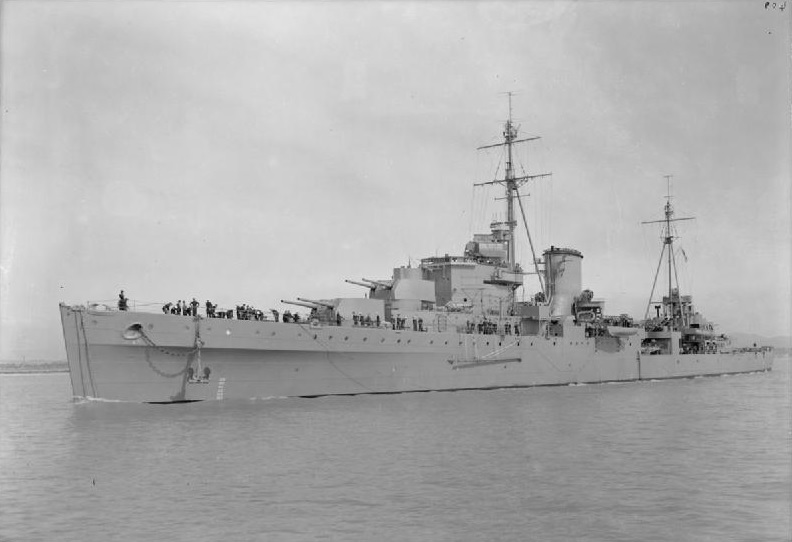
De kruiser HMS Orion (1934), vlaggenschip van Tovey in de Middellandse Zee

Toen Italië in juni 1940 de oorlog verklaarde voerde Tovey vanaf HMS Orion (1934) het bevel over 9 kruisers en 25 torpedobootjagers in de Middellandse Zee.
Op 28 juni 1940 onderschepte Tovey in de Slag om het Esperokonvooi met zijn 7e eskader kruisers HMS Orion, HMS Liverpool, HMS Gloucester, HMS Neptune en HMAS Sydney drie Italiaanse torpedobootjagers Espero, Ostro en Zeffiro.
De vijf Britse kruisers schoten van grote afstand op de Italiaanse flottielje en brachten de  Espero tot zinken maar de twee andere ontsnapten naar Noord-Afrika.
Er was veel munitie verschoten en omdat de voorraden in Alexandrië krap waren, werden geplande konvooien van Malta uitgesteld. Admiraal Andrew Cunningham was ontevreden en vond het verbruik van munitie buitensporig om een enkele torpedobootjager van 1000 ton tot zinken te brengen.

### Slag bij Punta Stilo
Op 9 juli vocht Tovey met zijn kruisers en torpedobootjagers de onbesliste Slag bij Punta Stilo.
Admiraal Andrew Cunningham schreef in zijn verslag: 

Onze kruisers – er waren er maar vier in actie – waren zwaar in de minderheid en lagen bij momenten zwaar onder vuur. Ze werden buitengewoon bestuurd door viceadmiraal J. C. Tovey, C.B., D.S.O., die met bekwame manoeuvres een goede positie behield om de vijandelijke kruisers af te houden en schade aan zijn eigen macht te vermijden.

### Admiraal op zee

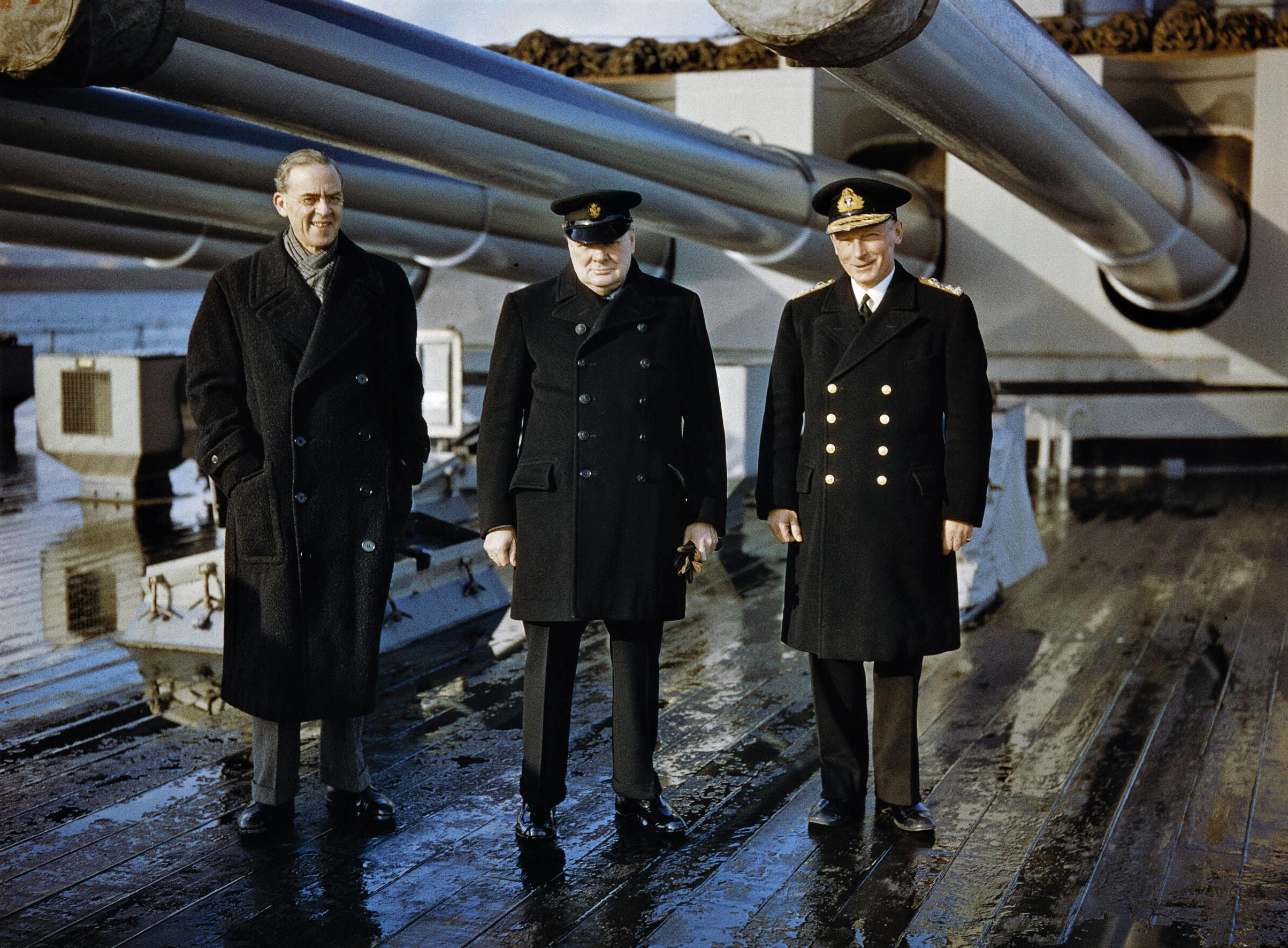
Tovey met Winston Churchill en Stafford Cripps.

In oktober 1940 werd hij commandant van het 1e gevechtseskader.
In november 1940 werd Tovey opperbevelhebber van de Home Fleet en op 30 oktober werd hij  admiraal.
Ondanks aanvaringen met First Sea Lord Dudley Pound  en premier Winston Churchill behield hij die post 2,5 jaar.
Hij wilde admiraal op zee zijn in plaats van op een hoofdkwartier en de ontberingen en gevaren met zijn mannen delen.

### Bismarck

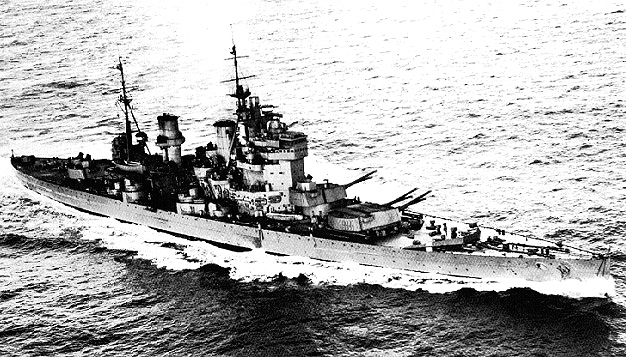
Slagschip HMS King George V waarop Tovey voer om de Bismarck tot zinken te brengen

Tovey achtervolgde de Bismarck (slagschip) en bracht hem tot zinken.
De twee Britse slagschepen HMS Rodney (1927) en HMS King George V (1940) zagen de Bismarck, maar ze hadden de ondergaande avondzon in de ogen.
Tovey stelde daarom actie uit tot de volgende ochtend met de opkomende ochtendzon in de rug.
Hij liet de torpedobootjagers van Philip Vian wel ‘s nachts aanvallen om de Duitse bemanning te vermoeien.
De brandstof van HMS King George V (1940) was bijna op en Dudley vond dat het vlaggenschip in actie moest blijven tot de Bismarck gezonken was en seinde: 

De Bismarck moet tot elke prijs tot zinken gebracht worden, al moet de King George V weggesleept worden.

Dit zou de King George V kwetsbaar gemaakt hebben voor onderzeeboten of vliegtuigen.
Tovey riskeerde krijgsraad en legde het bericht terzijde.

Dat was het stomste en minst doordachte bericht ooit

Nadat de Bismarck gezonken was wilde Dudley Pound kapitein John Leach van de HMS Prince of Wales (1939) en admiraal  Frederic Wake-Walker in bevel over de HMS Suffolk en HMS Norfolk voor de krijgsraad dagen omdat ze de Zeeslag in de Straat Denemarken met de Bismarck hadden afgebroken nadat de HMS Hood (1920) was gezonken.
Tovey verzette zich en vond dat de twee officieren correct hadden gehandeld naar de omstandigheden. Hij dreigde ontslag te nemen en voor de krijgsraad te verschijnen als vriend en getuige voor de beklaagden.
Tovey ontving de Order of the British Empire

voor uitzonderlijke dienst in de meesterlijke en vastberaden actie waarin het Duits slagschip Bismarck werd vernietigd

### Moermansk-konvooien

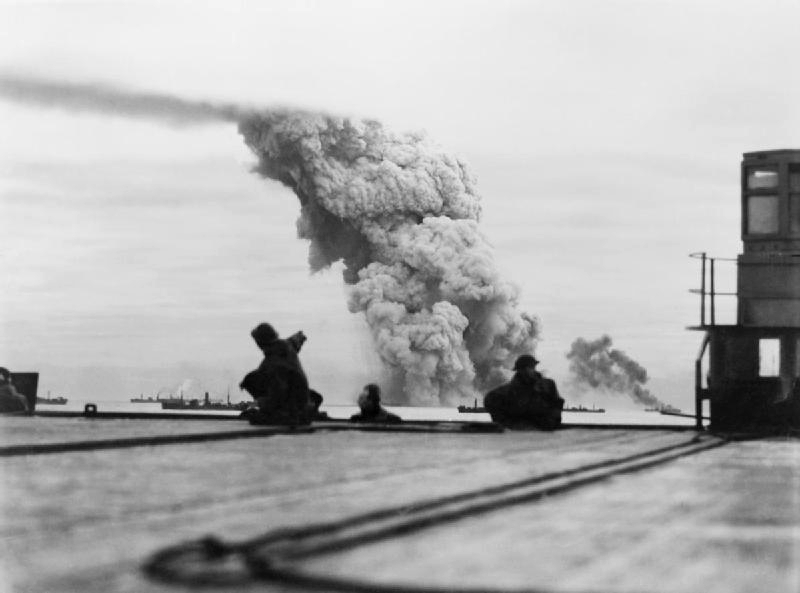
Het vliegdekschip HMS Avenger bood luchtsteun aan konvooi PQ-18.

Tovey was verantwoordelijk voor de veilige overtocht van de Moermansk-konvooien naar de Sovjet-Unie. De Sovjet-Unie kende hem de Orde van Soevorov 1e klasse toe 

voor zijn uitzonderlijke diensten om de overtocht te beveiligen van konvooien naar de Sovjet-Unie

maar Tovey droeg de medaille of het lint nooit.
Tovey was het oneens met Pound en Churchill over de Moermansk-konvooien en vond dat Moermansk-konvooien in de zomer te gevaarlijk waren omdat de zon binnen de poolcirkel niet onderging en omdat er ver van alle vliegvelden geen luchtsteun was.
Operatie Rösselsprung tegen konvooi PQ-17 in juli 1942 bevestigde dit.
Het bevel van Pound om de escorte terug te trekken en de vrachtschepen te verspreiden maakte het nog erger: 22 van de 33 vrachtschepen zonken. Moermansk-konvooien werden opgeschort tot september na Operatie Pedestal toen het minder lang licht was en vliegdekschip HMS Avenger luchtsteun kon bieden.
In juni 1943 werd Tovey Commander-in-Chief, The Nore.
Op 22 oktober 1943 werd hij Admiral of the Fleet.
Hij organiseerde de logistiek voor de Landing op Sicilië en Operatie Neptune.
Op 16 januari 1945 werd hij opnieuw adjudant voor de marine van koning George V.

## Pensioen
Tovey ging in 1946 met pensioen.
Op 15 februari 1946 werd hij in de adelstand verheven als baron. Omdat hij geen kinderen had, was hij niet alleen de eerste maar ook de enige Baron Tovey.
Hij zetelde in het Hogerhuis (Verenigd Koninkrijk) van 1948 tot 1952.
Hij was voorzitter van The Royal Naval Benevolent Trust en de King George's Fund for Sailors en de Shaftesbury Training Ships en had weinig tijd om te vissen of te golfen.
Zijn vrouw leed aan arthritis en Tovey gaf al zijn bezigheden op om voor haar te zorgen. Ze stierf in juni 1970 en hij stierf op 12 januari 1971. Ze liggen samen begraven op perceel B500 van begraafplaats Godlingston buiten Swanage.

## Onderscheidingen
- Orde van Sint-Anna 3e klasse met zwaarden (Rusland), 1 oktober 1917
- Croix de guerre 1914–1918 (Frankrijk), 2 november 1917
- Orde van Voorname Dienst (Verenigd Koninkrijk), 10 juli 1919
- Orde van het Bad, (Verenigd Koninkrijk) Companion op 29 januari 1937, Commandeur op 1 januari 1941, Ridder op 14 oktober 1941
- Orde van Soevorov 1e klasse (Sovjet-Unie), 29 februari 1944
- Legioen van Verdienste (Verenigde Staten), 28 mei 1946
- Orde van de Feniks (Griekenland), 15 April 1947